# Toccoa
Toccoa es una ciudad ubicada en el condado de Stephens en el estado estadounidense de Georgia. En el año 2000 tenía una población de 9.323 habitantes.

## Geografía
Toccoa se encuentra ubicada en las coordenadas 34°34′29″N 83°19′12″O / 34.57472, -83.32000 (34.574725, -83.319865).
Según la Oficina del Censo, la localidad tiene un área total de 21,6 km² (8,3 mi²), de la cual 21,5 km² (8,3 mi²) es tierra y 0,1 km² (0 mi²) (0.10%) es agua.

## Demografía
Según la Oficina del Censo en 2000 los ingresos medios por hogar en la localidad eran de $25,345, y los ingresos medios por familia eran $31,912. Los hombres tenían unos ingresos medios de $28,004 frente a los $20,807 para las mujeres. La renta per cápita para la localidad era de $14,942. 